# 식물독성
식물독성(phytotoxicity)은 식물생리학에서 어떤 화합물이 식물에 미치는 해로, 농약의 부작용 등이다.

## 개요
식물 독성은 높은 수준의 비료, 제초제, 중금속 또는 나노 입자와 같은 화학 물질로 인해 식물 성장, 생리학 또는 신진 대사에 대한 모든 부작용을 나타낸다. 일반적인 식물독성 효과에는 식물 대사 변화, 성장 억제 또는 식물 사멸이 포함된다. 식물 대사 및 성장의 변화는 광합성, 수분 및 영양분 흡수, 세포 분열 또는 종자 발아의 억제를 포함하여 생리학적 기능이 저하된 결과이다.

## 비료
식물 재배 배지 내 용액에 고농도의 미네랄 염이 있으면 일반적으로 과도한 비료 사용으로 인해 발생하는 식물 독성이 발생할 수 있다. 예를 들어, 요소는 농업에서 질소 비료로 사용된다. 그러나 너무 많이 적용하면 요소 독성이 직접적으로 발생하거나 요소 가수분해로 인한 암모니아 생성으로 인해 식물 독성 효과가 발생할 수 있다. 퇴비와 같은 유기 비료도 충분히 습도화되지 않으면 식물독성이 될 가능성이 있다. 왜냐하면 이 과정의 중간 생성물이 식물 성장에 해롭기 때문이다.

## 제초제
제초제는 농업용 잡초와 같은 원치 않는 식물을 방제하기 위해 설계되고 사용된다. 그러나 제초제를 사용하면 바람에 날리는 스프레이 드리프트 또는 토양에 제초제로 오염된 물질(예: 짚이나 거름)을 사용하여 비표적 식물에 식물 독성 영향을 미칠 수 있다. 제초제는 또한 잘못 사용되거나, 작물 성장 단계가 잘못되었거나, 과도하게 사용된 경우 작물에 식물독성을 일으킬 수 있다. 제초제의 식물독성 효과는 환경독성학 분야에서 중요한 연구 주제이다.

## 중금속
중금속은 식물 종, 특정 금속과 그 화학적 형태, 토양 특성에 따라 독성이 달라지지만 낮은 농도에서도 식물에 유독한 고밀도 금속 화합물이다. 작물의 식물 독성에 기여하는 가장 관련성이 높은 중금속은 은(Ag), 비소(As), 카드뮴(Cd), 코발트(Co), 크롬(Cr), 철(Fe), 니켈(Ni), 납(Pb), 아연(Zn)이다. 이 중 Co, Cu, Fe, Ni, Zn은 식물발달에 필수적인 효소 및 산화환원반응에 소량 필요한 미량원소이다. 그러나 특정 임계값을 초과하면 독성이 발생한다. 나열된 다른 중금속은 모든 농도에서 독성이 있는 것으로 간주되며 생체 축적이 가능하여 섭취 시 인체에 건강에 위험을 초래할 수 있다.
중금속 오염은 자연적 원인과 인위적 원인 모두에서 발생한다. 가장 주목할만한 천연 중금속 공급원은 암석 노두이지만, 화산 폭발로 인해 다량의 독성 물질이 방출될 수 있다. 중요한 인위적 원인에는 채광 및 제련 작업, 유기 및 무기 비료 적용이 포함된다.

## 나노입자
나노기술은 약물 전달, 생물의학, 전자공학 등 다양한 응용 분야에서 빠르게 성장하는 산업이다. 그 결과, 크기가 100 nm 미만인 제조된 나노입자가 환경으로 방출된다. 이러한 나노입자의 식물 흡수 및 생물학적 축적은 식물 종 및 나노입자 농도에 따라 식물 성장 향상 또는 식물독성 효과를 유발할 수 있다.